# Carlos Grudiña
Carlos Enrique Grudiña  (ur. 29 grudnia 1938 w Buenos Aires) – argentyński piłkarz, grający podczas kariery na pozycji pomocnika.

## Kariera klubowa
Carlos Grudiña podczas piłkarskiej kariery występował w stołecznym Huracánie.

## Kariera reprezentacyjna
W olimpijskiej reprezentacji Argentyny Grudiña występował w 1960, kiedy to uczestniczył w Igrzyskach Olimpijskich w Rzymie. Na turnieju we Włoszech był rezerwowym i nie wystąpił we żadnym meczu.